# 劉遺民
劉遺民（352年—410年），原名程之，字仲思，彭城（今江蘇銅山縣）人。

## 生平
漢楚元王的後代。事母至孝。自負其才，不侶流俗。早年擔任府參軍，後棄官歸隱，參加慧遠大師的蓮社，勤修禪坐，曾在定中見到佛陀。《報恩論》稱：「劉遺民三度見佛，衣覆手摩，自當上品。」。謝安與劉裕想聘用他，皆不就。元興元年（402年）七月，與周續之、畢穎之、宗炳、雷次宗等一百二十三人，共齋於廬山般若台精舍的佛像前，立誓共修念佛三昧，寫就《西方發願文》，（《廬山結社立誓文》）。